# امبوهیمایرویو
امبوهیمایرویو (به لاتین: Ambohimiarivo) یک سکونتگاه مسکونی در ماداگاسکار است که در واکینانکاراترا واقع شده‌ است.

## خصوصیات
امبوهیمایرویو ۱۰٬۰۰۰ نفر جمعیت دارد و ۱٬۵۷۶ متر بالاتر از سطح دریا واقع شده‌ است.